# Piranga bidentata
A Piranga bidentata  a madarak osztályának verébalakúak (Passeriformes) rendjébe és a  kardinálispintyfélék (Cardinalidae) családjába tartozó faj.

## Rendszerezése
A fajt William John Swainson angol ornitológus írta le 1827-ben, a Pyranga nembe Pyranga bidentata néven.

## Alfajai
- Piranga bidentata bidentata Swainson, 1827
- Piranga bidentata citrea Van Rossem, 1934
- Piranga bidentata flammea Ridgway, 1887
- Piranga bidentata sanguinolenta Lafresnaye, 1839[2]

## Előfordulása
Az Amerikai Egyesült Államok déli része, valamint Mexikó, Belize, Costa Rica, Guatemala, Honduras, Nicaragua, Panama és Salvador területén honos. Természetes élőhelyei a szubtrópusi vagy trópusi síkvidéki és hegyi esőerdők, valamint másodlagos erdők, szántóföldek, vidéki kertek és városi régiók. Állandó, nem vonuló faj.

## Megjelenése
Testhossza 19 centiméter.
|  |  |

## Természetvédelmi helyzete
Az elterjedési területe rendkívül nagy, egyedszáma pedig stabil. A Természetvédelmi Világszövetség Vörös listáján nem fenyegetett fajként szerepel.